# Agnès Rotger i Dunyó
Agnès Rotger i Dunyó (Badalona, 1973) és una periodista i escriptora catalana que ha col·laborat amb diversos publicacions. També ha participat en política com a militant d'Esquerra Republicana de Catalunya. Ha estat regidora delegada de Serveis Socials i del Districte 5 de l'Ajuntament de Badalona.

## Biografia
Va estudiar Periodisme a la Universitat Autònoma de Barcelona i té un postgrau en Edició. Ha col·laborat en diverses mitjans de comunicació i revistes com Ara, Sàpiens, Descobrir Catalunya, El Temps, Enderrock o Altaïr. També ha treballat com a editora dirigint les editorials Pòrtic, aquesta quan encara estava embarassada del seu primer fill, i Mina. Va ser una de les fundadores de la cooperativa de treball associat Critèria, que va donar després al Grup Cultura 03, que després va passar a Abacus. Ha compaginat les seves col·laboracions periodístiques amb encàrrecs com a editora externa, i també ha donat suport a diverses entitats socials i culturals, com Òmnium Cultural.
Com a escriptora ha escrit diverses obres, on es compten llibres pràctics per a adults i llibres de biografies tant per adults com nens. L'any 2010 va escriure la seva primera novel·la El secret del meu turbant amb l'afganesa Nadia Ghulam, amb la que feia temps havia travat amistat. El llibre és un relat biogràfic la supervivència al Kabul dels talibans repassant la infantesa i adolescència Ghulam a l'Afganistan. Amb aquesta obra, les autores van guanyar el 43è Premi Prudenci Bertrana amb per la novel·la, i que ha estat traduït a dotze idiomes.

## Trajectòria política
La seva activitat política va començar a la universitat, quan es va associar al Bloc d'Estudiants Independentistes, vinculant-se a Esquerra Republicana de Catalunya.
Va concórrer per primera vegada a uns comicis com a número 5 de les llistes d'Esquerra Republicana a les eleccions municipals de Badalona de 2011. Va tornar a anar a les llistes en el número 3 a les eleccions de 2015 i va resultar elegida regidora Amb l'entrada d'Esquerra al govern de la ciutat amb Guanyem Badalona en Comú, liderat per l'alcaldessa Dolors Sabater, Rotger va ser nomenada regidora delegada de Serveis Socials i del Districte 5, que inclou els barris del Gorg, La Mora, el Congrés, Can Claris i el Raval.
També va formar part de la direcció nacional d'Esquerra Republicana de Catalunya com a Secretària de Drets Socials i Ciutadania entre 2019 i 2023.

## Obres
- Vull adoptar (2002). Barcelona: Ara llibres.
- Viatjar amb nens (2004). Barcelona: Ara llibres.[8]
- Ja sóc mare (2004). Barcelona: Ara llibres. Amb Lara Toro Lienas.
- El gat amb botes (2008). Barcelona: La Galera. Adaptació teatral per a nens de l'obra de Perrault.
- El secret del meu turbant (2010). Barcelona: Columna. Amb Nadia Ghulam.
- Joan Ventosa i Roig. Impulsor del cooperativisme, de Catalunya a Mèxic (2012). Valls: Cossetània.[2]
- La guerra freda i la caiguda del mur de Berlín, vol. 19 d'Història de la humanitat i la Llibertat (2014). Barcelona: Sàpiens Publicacions.
- Elles! (2017). Barcelona: Institut Català de les Dones.
- La caçadora de dinosaures (2022). Barcelona: Ara Llibres. Els llibres del Petit Sàpiens. Il·lustracions de Maria Picassó i Piquer.
- Tutis per a tothom (2023). Barcelona: Ara Llibres. Amb Jordi Palou.[15]